# Tiresia (film)
Tiresia è un film del 2003 scritto e diretto da Bertrand Bonello, ispirato all'omonima figura mitologica.
È stato presentato in concorso al 56º Festival di Cannes.